# 站起来 (政党)

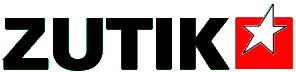
站起来标志

站起来是西班牙巴斯克自治区的一个已不存在的左翼政党。该党成立于1991年3月，由埃乌斯卡迪共产主义运动和革命共产主义联盟（原第四国际西班牙支部）巴斯克分支合并而成。2011年12月17日，该党解散。
该党内部有一个托洛茨基主义派别，附属于第四国际。该党在纳瓦拉自治区有一个姐妹组织：大会。该党曾派代表出席欧洲反资本主义左翼的会议。